# Le Grand National
Pour plus de détails, voir Fiche technique et Distribution.

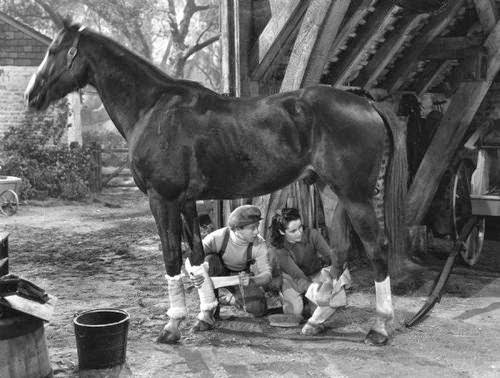
Mickey Rooney et Elizabeth Taylor

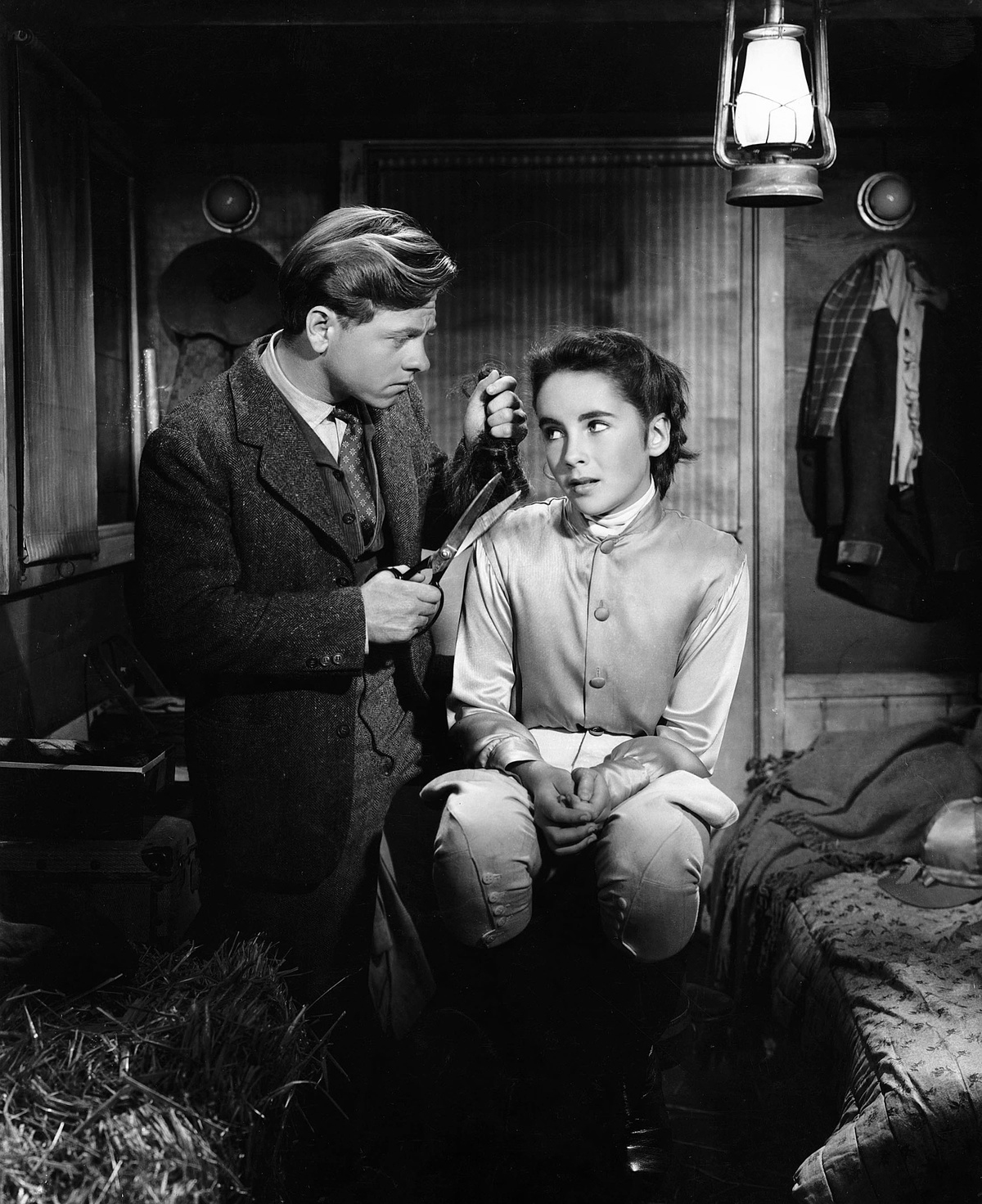
Mickey Rooney et Elizabeth Taylor

Le Grand National (National Velvet) est un film américain réalisé par Clarence Brown, sorti en 1944.

## Synopsis
Mi Taylor  arpente les routes de la campagne anglaise lorsqu'il trouve un toit accueillant chez les Brown. Lorsque la fille cadette de la famille, Velvet, remporte un cheval à la foire du village, elle convainc, appuyée par sa mère, le jeune garçon de l'aider à entraîner Espoir pour participer à un concours prestigieux : le Grand National.

## Fiche technique
- Titre : Le Grand National
- Titre original : National Velvet
- Réalisation : Clarence Brown
- Scénario : Helen Deutsch et Theodore Reeves d'après le roman de Enid Bagnold
- Production : Pandro S. Berman et Clarence Brown (non crédité)
- Société de production : MGM
- Musique : Herbert Stothart
- Photographie : Leonard Smith
- Montage : Robert Kern
- Décors : Cedric Gibbons et Urie McCleary
- Décorateur de plateau : Edwin B. Willis
- Costumes : Irene et Valles
- Pays de production :  États-Unis
- Langue : Anglais
- Format : couleur Technicolor - Son : Mono (Western Electric Sound System)
- Genre : Comédie dramatique
- Durée : 123 minutes
- Dates de sortie : 
  - États-Unis : 14 décembre 1944 première à New York
  - États-Unis : 26 janvier 1945
  - France : 23 août 1950

## Distribution
- Mickey Rooney (VF : Pierre Trabaud) : Mi (Mike en VF) Taylor
- Elizabeth Taylor (VF : Jacqueline Sauveur) : Velvet (Viviane en VF) Brown
- Donald Crisp (VF : Jacques Berlioz) : M. Herbert (Hubert en VF) Brown
- Anne Revere (VF : Yvette Andréyor) : Mme Araminty Brown
- Angela Lansbury (VF : Huguette Morin) : Edwina Brown
- Jackie Jenkins (VF : Renée Dandry) : Donald Brown
- Juanita Quigley : Malvolia "Mally" Brown
- Arthur Treacher (VF : Henry Valbel) : le patron de l'écurie de courses
- Reginald Owen (V : Alfred Argus) : Ede, le fermier
- Norma Varden : Mlle Sims
- Dennis Hoey : M. Greenford
- Gerald Oliver Smith : le photographe
- Eugene Loring (VF : René Hiéronimus) : Ivan Taski

Et, parmi les acteurs non crédités :
- Harry Allen : un chauffeur de van
- Barry Bernard (VF : Georges Hubert) : un journaliste
- Arthur Blake : rôle non spécifié
- Leonard Carey : un journaliste
- Mona Freeman : une étudiante
- Moyna MacGill : une femme
- Frederick Worlock : un stewart

## Autour du film
- Dans le roman, l'héroïne est une adolescente tandis qu'Elizabeth Taylor a elle à peine plus de 10 ans. Sara Taylor, la mère de l'actrice, étant prête à tout pour que sa fille obtienne le rôle principal du film, elle lui imposa un régime particulièrement coriace : elle devait se rendre chaque matin dans un restaurant nommé "Tip's" où elle devait avaler 2 menus spéciaux de petit déjeuner composés de 2 steaks, 2 œufs au plat; des pommes de terre et des pancakes. La méthode porta ses fruits puisque la jeune actrice gagna plusieurs centimètres durant l'été, mais elle entraîna également de nombreux problèmes alimentaires qui firent souffrir l'actrice jusqu'à la fin de sa vie[1].

## Récompenses
- Oscars 1946 :
  - Meilleure actrice dans un second rôle pour Anne Revere
  - Meilleur montage pour Robert J. Kern